# Ken Hung
Ken Hung Cheuk Lap (2 de marzo de 1987) es un cantante de Hong Kong, de género cantopop. Comenzó su carrera después de obtener un segundo lugar en un Concurso de Canto llamado "EEG" (aka 25 ª edición de los nuevos talentos de canto y Premios Finales Regionales de Hong Kong). Durante 2007, se fue a trabajar a una oficina durante unos 3 o 4 meses, para repartir periódicos junto a su coompañera de trabajo llamada Mani, se dice además que él era demasiado tímido. Entonces, finalmente, comenzó a ingresar a un estudio de grabación para grabar sus primeras canciones. Su primera canción que salió fue "Love.gutless" (爱. 无 胆). Su tono de canto era similar a la de Eason Chan y por lo tanto en comparación de este corte musical, se convirtió en un éxito y dio lugar a su ascenso obteniendo popularidad en todo Hong Kong. Su primer CD, lleva el mismo nombre de esta canción. Su logotipo es una "ranita", Ken dijo que Mani le dio ese logo, motivo porque ella quería cantar como una rana, en tonos alto y claro.

## Discografía
- 2007 - Love. Gutless (愛．無膽) - 19 July
- 2007 - Love. Gutless 2nd version (愛．無膽) - 7 September
- 2008 - Go - 23 January
- 2008 - Next Attraction - 30 October - Informations from his official blog
- 2010 - Taste of Love + Best Selections - 29 March
- 2010 - Precious Moment - 24 September
- 2011 - Penetration - 27 May
- 2012 - Grown Up + Looking for a girl who knows me

## Películas
- 2008 - Love Is Elsewhere (愛情萬歲) 17 April
- 2008 - Connected (film)    (保持通話) 25 September
- 2009 - Happily Ever After (很想和你在一起) 27 August
- 2010 - The Jade and the Pearl
- 2010 - Perfect Wedding
- 2011 - Love Is the Only Answer
- 2012 - Nightfall
- 2012 - Fortune Cookies
- 2013 - As the Light Goes Out

## Series
- 2008 - Dressage To Win (盛裝舞步愛作戰) 14 June
- 2008 - Prince+Princess 2 (王子看見二公主) (Taiwan)
- 2010 - The Rippling Blossom (魚躍在花見)
- 2012 - Happy Marshal

## Premios
- 2006 - EEG Singing Contest (second place)   (Refer to New Talent Singing Awards)
- 2007 - Commercial Radio Hong Kong "Best New Male Singer" - Gold Award